# Вестерны киностудии ДЕФА
Ве́стерны киносту́дии «ДЕ́ФА» (нем. DEFA-Indianerfilm, буквально — индейские фильмы «ДЕФА») — серия из нескольких кинофильмов в жанре вестерна, которые были сняты на главной киностудии ГДР («DEFA» — Deutsche Film-Aktiengesellschaft) в 1960—1970-е годы, и посвящены сопротивлению коренного населения Северной Америки процессу ограничения их прав и свобод, а иногда открытому уничтожению со стороны английских и французских колонизаторов, а позже правительства США. Картины снимались разными режиссёрами на основе различных литературных источников. Каждая являлась отдельным художественным произведением.

## История возникновения цикла
Появление цикла было вызвано не только социальной востребованностью, но и идеологической необходимостью.
Успех у зрителей итальянских и западногерманских вестернов тревожил руководство ГДР. Произведения популярного немецкого писателя Карла Фридриха Мая на его теперь социалистической родине не издавались, так как ранее Адольф Гитлер называл его своим любимым писателем. Руководители стран восточного блока предпочли бы забыть этого автора приключенческих романов о покорении Северной Америки, но в начале шестидесятых годов персонажи его книг напомнили о себе: фильмы ФРГ о Виннету (в исполнении Пьера Бриса) и его бледнолицых друзьях были доступны зрителям ГДР, Румынии, Польши: «Виннету», «Верная Рука — друг индейцев» и т. д.
В этой ситуации, по одним источникам, партийное руководство восточной Германии дало кинематографистам установку на создание фильмов, противостоящих влиянию иностранных вестернов. За литературную основу приняли пенталогию немецкой писательницы Лизелотты Вельскопф-Генрих (нем. Liselotte Welskopf-Henrich). Однако, по утверждению журналиста и писателя Андрея Шарого со ссылкой на кинокритика Франка Бернхарда Хабеля, автора книги «Гойко Митич, мустанги, столб пыток: „индейские“ фильмы DEFA»: «идея Indianerfilme не была прямо предложена берлинской киностудии „сверху“. Замысел принадлежал продюсеру Хансу Малиху, [который] и занялся организацией производства первого „индейского“ фильма. В руководстве Социалистической единой партии Германии к проекту отнеслись без восторга, но и мешать не стали». За шесть месяцев до выхода в прокат ГДР первого фильма Indianerfilm — «Сыновья Большой Медведицы» (нем. Die Sohne der Großen Bärin, 1966 год) — началась война во Вьетнаме. Неожиданно фильм с негативным изображением нравов американских военных стал политически злободневным. Кроме того, он стал одним из самых кассовых в национальном кинематографе. Аудитория картины в ГДР превысила 10 миллионов человек, в СССР фильмы цикла посмотрели почти 37 миллионов зрителей.
Цикл охватывает период с 1740 по 1896 год и освещает разные периоды противостояния индейских племён «белой колонизации». Действие разворачивалось от Великих озёр до Флориды и границы Мексики. Из-за невозможности натурных съёмок в Северной Америке пейзажи воссоздавали в самых разных местах стран восточного блока: племя дакота — в Югославии, Чёрные горы — под Дрезденом, ограбление поезда Union Pacific — на железной дороге в Бранденбурге, святой город индейцев Типпеканоэ — в Крыму, Рио-Гранде — под Констанцей в Румынии, Аризона — в Карпатах.

## Кинорежиссёры и актёры
К работе над фильмами привлекались профессионалы-кинематографисты высокого класса: Йозеф Мах, Конрад Петцольд, Рихард Грошопп, Готфрид Кольдиц. Однако вестерны киностудии ДЕФА, как явление массовой культуры, не могли состояться без исполнителя главных ролей в большинстве этих фильмов — югославского актёра Гойко Митича, сыгравшего десять вождей девяти племен. Изначально он был замечен в массовке западногерманского фильма «Виннету» 1963 года и приглашён на роль вождя племён дакота Токеи-Ито, сына Маттотаупы. В расцвете славы Митича журнал «Советский экран» с восхищенным сарказмом писал: 
Название фильма не имеет значения. В каждом из них – Гойко Митич в великолепной спортивной форме.
В фильмах цикла снимались многие известные актёры разных стран: Барбара Брыльска, Олег Видов, Бруно Оя, Леон Немчик, Дин Рид, Олег Борисов. Интересно, что на роли бледнолицых мерзавцев и негодяев режиссёры приглашали «штатных нацистов» студии.

## Художественные особенности
Кинокритики СССР очень точно определили жанровые сходства и социальные различия «капиталистических» и «социалистических» вестернов. Ромил Соболев в 1974 году писал в журнале «Спутник кинозрителя»: 
Родившийся в американском кино, вестерн либо рассказывал о приключениях ковбоев, либо показывал борьбу белых переселенцев с индейцами. В последнем случае белые неизменно показывались как рыцари и герои, а индейцы — как вероломные убийцы, беспощадно охотящиеся на белых без разбора возраста и пола. Конечно, и в самой Америке всегда были люди, которые сначала в литературе (вспомним хотя бы Фенимора Купера), а позже и в кино показывали индейцев такими, какими они были на самом деле — гордыми, благородными, добрыми людьми. Но главную задачу развенчания голливудских мифов не могли не взять на себя историки, социологи и художники Европы. Серия фильмов Кольдитца как раз и помогает решению этой задачи — развенчанию голливудской мифологии. А особенность этих фильмов в том, что используют они чисто американскую форму вестерна — фильма острого приключенческого сюжета, напряженного действия, стремительных погонь и боевых схваток, фильма, который категорично делит всех действующих лиц на абсолютно хороших и безоговорочно плохих.
Валентин Михалкович в 1977 году в журнале «Советский экран»:
«Индейская» серия студии ДЕФА полемична по отношению к американскому вестерну периода его расцвета, времени его классики (двадцатые и тридцатые годы нашего века). Американцы молоды как народ, у них нет собственного национального эпоса …. В вестерне создатели Америки и создатели картин умиленно наслаждались собственной историей. В приливе эгоистической самовлюбленности они полагали, что творится нечто сверхсовершенное, нечто кровно необходимое и диким землям и человечеству. Эгоистическая самовлюбленность не позволяла видеть, что создавалась Америка на крови, на физическом истреблении целых племен. В классическом вестерне индейцев изображали темной, невежественной массой, способной только грабить и жечь - растаптывать нежные ростки цивилизации.
Показателен в этом отношении пример выхода в короткий период времени двух фильмов о вожде племени апачи Ульзане (в ряде источников — Ульцане): «Рейд Ульзаны» (англ. Ulzana's Raid, США, 1972 год) и «Ульзана» (нем. Ulzana, ГДР, 1974 год). В первом он жаждущий крови смертоносный враг государства, во втором — благородный вождь, уводящий свой маленький народ в Мексику от прозябания в американской резервации.
Отдавая должное социальным достоинствам вестернов ГДР, критики скептически относились к их художественным особенностям: повторяемость однажды найденных удачных приёмов, одноплановость персонажей, эксплуатация популярности одного актёра

## Фильмография

### Фильмы с участием Гойко Митича
- 1966 — Сыновья Большой Медведицы / Die Sohne der Großen Bärin / Режиссёр Йозеф Мах
- 1967 — Чингачгук — Большой Змей / Chingachgook, die grosse Schlange / Режиссёр Рихард Грошопп
- 1968 — След Сокола / Spur des Falken / Режиссёр Готфрид Кольдиц
- 1969 — Белые волки / Weisse Wölfe / Режиссёры Конрад Петцольд, Боско Босковиц
- 1970 — Смертельная ошибка / Tödlicher Irrtum / Режиссёр Конрад Петцольд
- 1971 — Оцеола / Osceola / Режиссёр Конрад Петцольд
- 1972 — Текумзе / Tecumseh / Режиссёр Ханс Кратцерт
- 1973 — Апачи / Apachen / Режиссёр Готфрид Кольдиц
- 1974 — Ульзана / Ulzana / Режиссёр Готфрид Кольдиц
- 1975 — Братья по крови / Blutsbrüder / Режиссёр Вернер В. Вальрот
- 1978 — Северино / Severino / Режиссёр Клаус Добберке
- 1983 — Вождь Белое Перо / Der Scout / Режиссёры Конрад Петцольд, Джамьягийн Бунтар
- 1988 — Охотники прерий в Мексике / Präriejäger in Mexiko / Режиссёр Ханс Кнеч

### Другие фильмы
- 1974 — Кит и компания / Kit & Co / Режиссёр Конрад Петцольд
- 1979 — Союз племени ирокезов / Blauvogel / Режиссёр Ульрих Вайс
- 1981 — Пой, ковбой, пой / Sing, Cowboy, sing / Режиссёр и исполнитель главной роли Дин Рид
- 1985 — Аткинс / Atkins / Режиссёр Хельге Тримперт / В главной роли — Олег Борисов